# Umm al-Banin

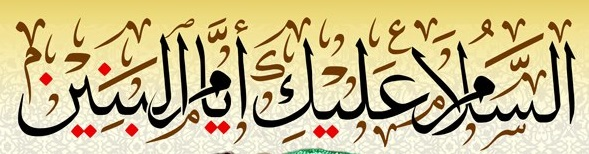
"Frid vare med dig, å Umm al-Banin" på arabiska.

Umm al-Banin (arabiska: أم البنين), vars riktiga namn var Fatima bint Hizam (arabiska: فَاطِمَة بنت حِزَام), var fru till Ali ibn Abi Talib och mor till Abbas ibn Ali. Efter den islamiske profeten Muhammeds dotter Fatimas bortgång tog Umm al-Banin väl hand om Hasan och Husayn, och bad sin man att inte kalla henne för Fatima för att de två pojkarna inte skulle bli ledsna. Umm al-Banin födde fyra söner; Abbas, Abdullah, Jafar och Uthman. Alla fyra söner led martyrdöden i Slaget vid Karbala. Efter slaget besökte Zaynab bint Ali henne och skickade sina kondoleanser till henne. Hon anses ha varit en väldigt lojal person mot Ahl al-Bayt och den tredje shiaimamen Husayn.